# のび太のアニメチックワールド!
のび太のアニメチックワールド!は2006年4月よりBBQRにて配信されていたアニラジ番組。超!A&G+でも2007年9月3日より放送されていた。パーソナリティは「アニメチックアナウンサー」長谷川のび太こと文化放送アナウンサーの長谷川太。2011年9月13日更新分のエンディングにて同年9月27日更新分をもって終了することが発表された。

## 番組概要
- 超!A&G+での放送時間中の番組案内によると「声のプロを目指す人の養成機関A&Gアカデミーの課外授業としてレッスンなども行う」と表示されている。

- 「ノン子とのび太のアニメスクランブル」や「アニメ文化通信」では語らない長谷川太のプライベートな話題まで語られているコーナーもある。

- 毎年7月後半〜8月にかけては文化放送ライオンズナイター・文化放送ホームランナイターの実況アナウンサー不足・スタジオ担当不足を補うためリピート放送になることがある。そのためこの期間に当たる放送分は「次回の更新は○月○日です。」と言う場合があった。同様に年末年始もサッカー天皇杯決勝・箱根駅伝の実況や取材の関係に加えて日曜15時過ぎの中央競馬メインレース実況中継の仕事の関係でこの番組は約1ヶ月あまり更新されなかった。そのためこの期間に当たる放送分も「次回の更新は1月○日です。」とお断りアナウンスがエンディングで案内されていた。

## 放送時間
BBQR
- 2006年4月 - 2011年9月27日 
隔週火曜日更新

超!A&G+（DRP 9302ch）
- 2007年9月3日 - 2008年3月31日
月曜日 20:30 - 21:00 （リピート放送：火曜日：10:00 - 11:00）
- 2008年4月7日 - 2009年3月30日
月曜日 23:00 - 23:30 （リピート放送：火曜日：13:00 - 13:30）
- 2009年4月7日 - 2011年9月27日
火曜日 16:30 - 17:00（リピート放送:水曜日:6:30-7:00）

※隔週更新（最終回のみ翌日リピートのみ。それ以外は年末年始と7月後半~8月中旬を除き更新翌週はリピート）

## コーナー
のび太's ショット
のび太アナが撮った写真を見ながら、普段の生活の中で感じていることを話す。
のび太自身の仕事やプライベートに関する話題が多く、A&Gアカデミー生(声優、パーソナリティ志望者)にためになる話題も多い
アクターズゲート　ワンポイントレッスン
A&Gアカデミーで生徒が学ぶことをリスナーにも体験してもらう。毎回A&Gアカデミーの生徒を招いて、実際のレッスン形式で進める。
アニメチックタイムカプセル
毎回ある年代を取り上げ、その年に放映されたアニメの１つをピックアップし、のび太の独断と偏見で紹介する。
コーナー後には取り上げたアニメの主題歌をかける（BBQRでは著作権の関係上カットされている。そのため、コーナーを締めてから曲紹介まで少し間をあけている）
ラジオメーカーズ How to Z（2009年10月13日更新分 - ）
A&Gアカデミーの生徒、表現者・クリエーターを目指す方にラジオ業界で通用するようなありとあらゆる方法を、のび太自身の実践を通して伝授していく。
のび太の実践後、うまくいったかの判定をディレクターが行う。
A&Gアカデミーファースト・ステップ（2009年11月10日更新分 - ）
A&Gアカデミー声優&ラジオパーソナリティーコースの生徒が切磋琢磨しながら、様々な課題に挑戦する。
課題の評価によって生徒が絞られていき、最終的に残った生徒にはあらたな表現の場が与えられる。
アフターアカデミー
A&Gアカデミー卒業生の近況を紹介する。

## 放送事故
- 2008年10月20日の超!A&G+での放送は放送事故に伴い出だしは遅れることがあった。

## 備考
- 2011年3月15日更新予定のBBQRは東日本大震災の影響によるBBQR番組の配信臨時休止の影響で翌週の3月22日更新に変更された。なお、超!A&G+では3月15日16:30に初回放送されていた。
- 2011年3月29日更新分は内容を変更したため、この日に放送するはずだった「A&Gアカデミーファーストステップ」の10期生最終回は次回（4月12日更新分）へ延期した。
- 2011年9月27日更新分最終回は放送日翌日の朝のみのリピートとなった（翌週の10月4日からこの時間が「井口裕香のむ〜〜〜ん ⊂（ ＾ω＾）⊃ 」のリピートに変更されたため）。

| 超!A&G+ 月曜20:30-21:00枠                                                                     | 超!A&G+ 月曜20:30-21:00枠                                      | 超!A&G+ 月曜20:30-21:00枠                                      |
| 前番組                                                                                        | 番組名                                                         | 次番組                                                         |
| --------------------------------------------------------------------------------------------- | -------------------------------------------------------------- | -------------------------------------------------------------- |
| 超!A&G+開局前                                                                                 | のび太のアニメチックワールド! （2007年9月3日 - 2008年3月31日） | 森永理科のアウトローラジオ ※20:00 - 21:00                      |
| 超!A&G+ 月曜23:00-23:30枠                                                                     |                                                                |                                                                |
| 喜多村英梨の超ラジ!（リピート1） ※22:30 - 24:00                                               | のび太のアニメチックワールド! （2008年4月7日 - 2009年3月30日） | プラス+プラス2nd ※23:00 - 24:00                                |
| 超!A&G+ 火曜16:30-17:00枠                                                                     |                                                                |                                                                |
| 徳重洋子の超!A&Gミュージック+TV （3月分のみ。4月7日以降放送時間を1時間繰り下げ） ※16:00-17:00 | のび太のアニメチックワールド! （2009年4月7日 - 2011年9月27日） | 井口裕香のむ〜〜〜ん ⊂（ ＾ω＾）⊃ （リピート2）） ※16:00-17:00 |